# 한화손해보험
한화손해보험은 서울특별시 영등포구에 본사를 둔 대한민국의 보험회사로 한화그룹의 금융 계열사다.
대한민국 최초 민족 자본으로 설립한 손해보험사로 알려져있다.

## 연혁
- 1946년: 신동아손해보험으로 창립
- 2007년: 사명을 신동아화재해상보험에서 한화손해보험으로 변경
- 2009년: 제일화재 흡수합병
- 2019년: 캐롯손해보험 출범
- 2023년: LIFEPLUS 펨테크연구소 설립

## 역사
1946년 서울신문사 창립자 조중환과 김동준이 신동아손해보험을 세웠다. 설립 초기 광복 직후의 좌우 대립으로 회사 역시 분규로 혼란에 빠졌다. 1949년 유석현 사장 취임 이후 좌익 사원들을 축출해 질서를 되찾아가는 듯했으나 1950년 6.25 전쟁이 터지자 부산으로 본사를 이전했다. 1950년 남선무역에 인수된 후 1953년 서울로 다시 본사를 옮겼다. 1956년 조선제분에 넘어갔으나 1958년 윤석준 사주 사후 조선제분 경영이 나빠져 1964년부터 재무부 관리체제를 거쳐 1966년 최성모 조선제분 사장이 인수하고 1968년 사명을 신동아화재해상보험으로 바꾸었다. 1975년 증권거래소에 상장했다. 신동아그룹 시절 대한생명과 보험 부문에서 쌍두마차를 이루며 1983년 한국자동차보험의 자동차보험업 독점 와해로 자동차 보험업계에 뛰어들었다. 또한 1990년대에 SBS에서 방영된 교통사고 줄이기 공익캠페인의 스폰서로 늘상 들어가기도 했다.
1999년 신동아그룹 해체 후 예금보험공사의 공적자금이 투입되었다가 2002년 한화그룹에 인수되어 2007년 현재 사명으로 바꾼 후 2009년 제일화재를 흡수합병하였다. 합병 후 제일화재가 맡던 세실극장 네이밍 스폰서를 2012년까지 3년 더 맡았으며 2019년 SK텔레콤, 현대자동차 등과 합작하여 인터넷 전문 손해보험사인 캐롯손해보험을 출범시켰는데 2020년 9월 지분을 전량 한화자산운용에 매각하여 손을 뗄 것으로 보였다. 그러나 캐롯손해보험을 한화자산운용에 매각하려고 했던 시도는 결국 감독기관의 반대로 무산되어 다시 캐롯손해보험을 소유하게 되었고 캐롯손해보험의 영업손실로 인한 자본확충 필요성으로 2차례의 유상증자에 참여하여 아직까지도 대주주로서의 지위를 유지하고 있다.
2023년 한화생명과 함께 인도네시아 리포손해보험(Lippo General Insurance) 지분 62.6%를 인수하며 인도네시아 시장에 진출했다. 리포손해보험은 인도네시아 재계 순위 6위인 Lippo그룹의 금융 자회사로, 인도네시아 손해보험사 77개 사 중 14위, 특히 건강·상해보험 판매 기준으로는 시장 점유율 2위인 종합보험사(2020년 말 기준)다.
최근 한화손해보험은 ‘여성을 가장 잘 아는 보험사’로서 입지를 다지고 있다. 현대하면 어린이보험, DB하면 운전자보험이 떠오르는 것처럼 한화하면 '여성보험'을 대표상품으로 내세우려는 시도로 보인다. 실제로 나채범 대표이사 취임 이후, 한화손해보험은 지난 6월 국내 금융업계 최초로 펨테크연구소를 설립했다. 펨테크연구소에서는 ‘출산 후 5년간 중대질환 2배 확대보장’과 ‘출산·육아 휴직기간 보험료 납입유예’ 등 여성 관련 특약을 개발했고, 지난 7월 여성전용보험인 한화 시그니처 여성 건강보험을 출시한 바 있다.

## 관련회사
캐롯손해보험